# 墨西哥天花历史

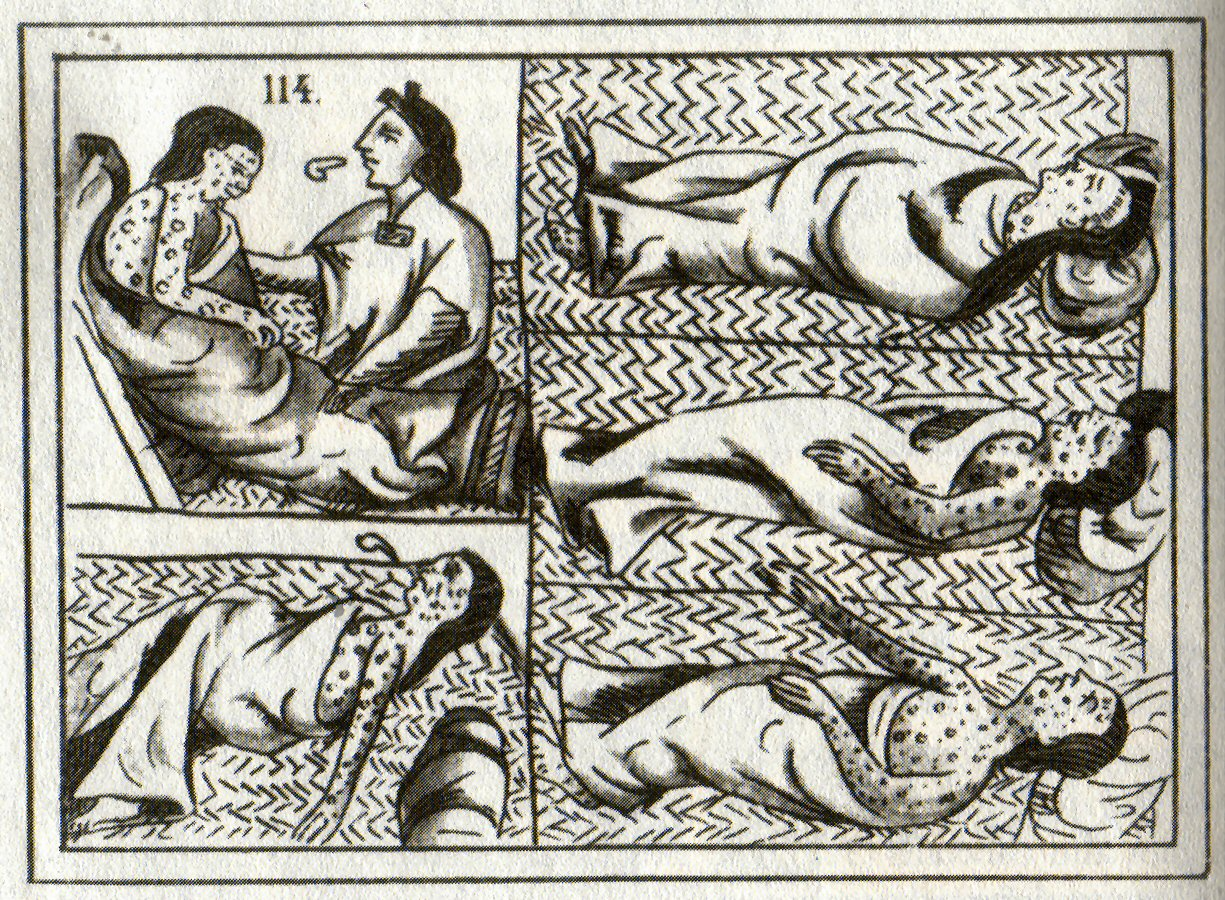
阿兹特克的天花受害者

墨西哥天花历史横跨了历史上5个世纪，从十六世纪初西班牙征服阿兹特克帝国开始，直至1951年官方宣布天花绝迹。 天花最初由西班牙殖民者引入墨西哥，并传播到墨西哥中心，成为阿兹特克帝国首都特诺奇提特兰沦陷的重要因素。
在殖民时期，天花疫情的爆发促进了墨西哥当地卫生防疫措施的施行，此后西班牙医生弗朗西斯科·哈维尔·德·巴尔密斯在新西班牙引入天花疫苗，降低了该病的发病率和病死率。

## 天花引入及流行

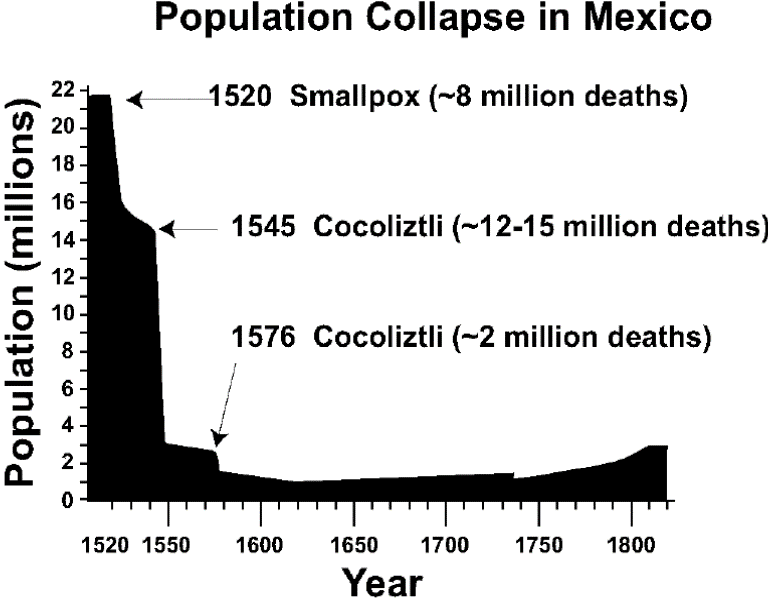
十六世纪墨西哥人口变化图。

在欧洲殖民者到达前，天花在墨西哥甚至整个美洲大陆并不存在。 随着西班牙征服阿兹特克帝国，天花被引入墨西哥地区，并成为阿兹特克帝国沦陷的重要原因之一。
西班牙征服者埃尔南·科尔特斯于1519年离开古巴、到达墨西哥，最初是为了开辟商贸往来，但此后他违背了古巴行政官的意愿，开启了侵略和殖民。古巴统治者随后又派遣潘菲洛·德·纳尔瓦埃斯前往，而纳尔瓦埃斯的队伍中至少有一例天花感染病例。1520年，纳尔瓦埃斯到达墨西哥科苏梅尔岛、韦拉克鲁斯市等地后，天花开始在当地传播开来。 1520年5月-9月，天花疫情逐渐传播到Tepeaca以及特拉斯卡拉联邦等地，并于秋天蔓延至阿兹特克帝国首都特诺奇提特兰。而此时，在“悲痛之夜”后，埃尔南·科尔特斯正试图征服该城市。
据估计，1519到1520年，天花疫情导致墨西哥地区500万－800万人死亡（当时墨西哥总人口约1500万－3000万人），许多部落因此灭绝，是历史上致死人数最多的流行病之一。 包括奎特拉瓦克等墨西哥统治者均死于天花。西班牙传教士托里比奥·德贝纳文特·莫托里尼亚曾见证了此次疫情的爆发，他曾说道：“这片土地上的瘟疫是如此严重，大多数省份里一半以上的人口都死了，其它地区稍好一些。他们成堆地死亡，有如床虫一般。”
1545年-1578年，墨西哥地区又爆发了科科利兹利流行病，导致当地人口断崖式下降，也是历史上致死人数最多的流行病之一。有历史学家认为，该流行病可能是天花、斑疹伤寒或麻疹，但实际症状并不一致。

## 殖民时期的疫情
在此后受西班牙殖民的时期，墨西哥地区曾爆发过几次天花流行。
1790年-1791年，在墨西哥谷中开始爆发了一次较严重的天花流行，大多影响了儿童。 康复的人数多于死亡的人数。在墨西哥城中，5400余人因天花住院，其中4431人康复、1331人死亡。与此同时，当地玉米价格上涨，并爆发了一次斑疹伤寒疫情，几个因素综合造成了墨西哥中部地区的人口轻微下降。
1794年，另一场天花疫情从危地马拉传播到墨西哥，与危地马拉邻近的地区如瓦哈卡州、恰帕斯州最早受到影响。天花疫情经普埃布拉州于1797年传播到墨西哥城和韦拉克鲁斯州；1798年，疫情蔓延至萨尔蒂约和萨卡特卡斯。 值得注意的是，此次疫情期间，新西班牙首次开展了卫生防疫活动，采取了诸如隔离、接种、道路封闭等措施。 一些慈善理事会也陆续成立，城市中富有的人通过捐款修建医院、帮助治疗病患。 但富人帮助贫民的初衷并不完全是出于慈善，还因为疫情使得当地原住民无法上供或进行生产活动，导致了诸多经济问题。
1814年也爆发了一次比较严重的天花流行，疫情从韦拉克鲁斯州开始一直蔓延到墨西哥城、特拉斯卡拉州、伊达尔戈州等地。一些军队官员进行了预防性措辞，包括疫苗接种等。 此后天花在墨西哥地区有零星的爆发。

## 疫苗接种及根除
1803年，来自西班牙的医生弗朗西斯科·哈维尔·德·巴尔密斯在新西班牙地区开展了天花疫苗接种，史称“巴尔米斯远征”，此次接种活动成功降低了此后天花的发病率、重症率和病死率。 虽然此前也有医生于1801年进行过疫苗接种活动，但并未获得成功。
巴尔米斯的疫苗此后在当地被持续沿用，直到1951年墨西哥官方宣布天花在当地绝迹。